# Обсада на Мец
Обсадата на Мец трае от 19 август до 27 октомври 1870 г. Тази обсада представлява смазваща загуба за французите през Френско-пруската война.
След като е победен при битката при Гравелот, маршал Базен се оттегля в защитните укрепления на Мец. Там той бива обсаден от Втора пруска армия, водена от принц Фридрих Карл на 19 август. Французите се опитват на няколко пъти да разбият обсадата първо при Ноазвил и след това при Белвю, но са отблъсквани всеки път. Въпреки че сигнал за помощ не е изпратен, френската армия от Шалон, под командването на маршал Мак Махон, има нареждане да подкрепи Базен. На път към Мец, армията е хваната в капан и унищожена в битката при Седан. Базен е принуден да се предаде, а заедно с него се предава и цялата 180-хилядна френска армия. Това се случва на 27 октомври 1870. Принц Фридрих Карл и Втора пруска армия са свободни да се придвижат към други френски сили.